# Palazzo Firenze

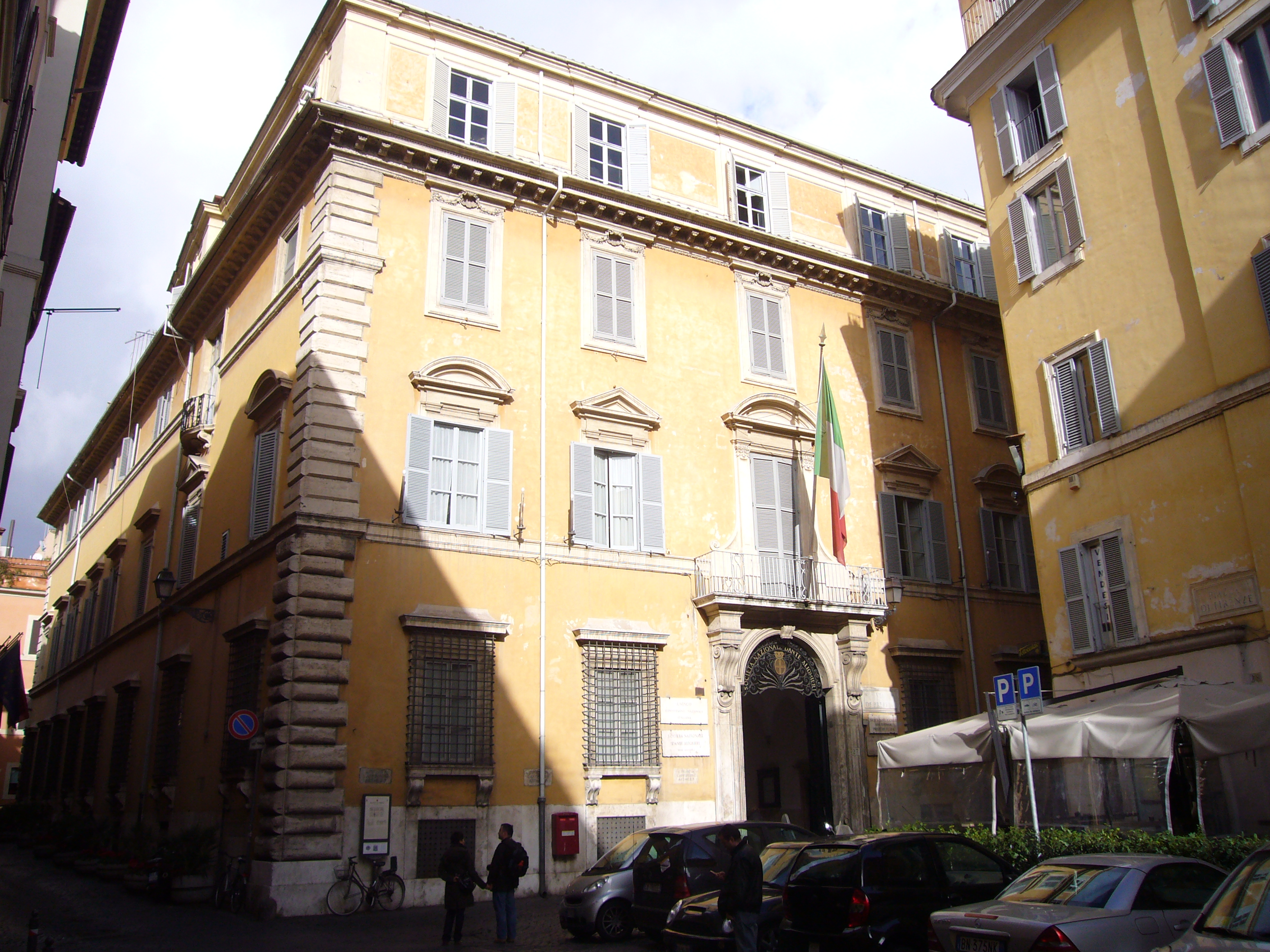
Fachada do palácio na Piazza di Firenze.

Palazzo Firenze é um palácio renascentista localizado na Piazza di Firenze, no rione Campo Marzio de Roma. Pertencente à família Ciocchi del Monte, depois aos Médici de Florença (Firenze em italiano e daí o seu nome), já foi residência do ministro da Justiça e, desde 1926, hospeda a Società Dante Alighieri e a comissão nacional italiana da UNESCO.

## Origens
Em vista do Jubileu de 1550, o papa Paulo III Farnese deu início a um grandioso plano de renovação da região do Campo Marzio, em estado de abandono desde a queda do Império Romano do Ocidente. O elemento de mais destaque do projeto foi a abertura da Via Trinitatis (as modernas Via dei Condotti e Via della Fontanella di Borghese), para ligar a região do Píncio ao Porto di Ripetta.
Depois da morte de Farnese, em 1549, a obra foi continuada pelo seu sucessor, Júlio III del Monte. Aproveitando o iminente desenvolvimento da área, entre 1550 e 1552, o novo pontífice adquiriu para si e para seus familiares (Balduíno, Innocenzo e Fabiano) diversos palácios na região — sua intenção era transformá-los todos numa única residência gigantesca.

## Intervenção de dell'Ammannati
O primeiro edifício adquirido pelos del Monte foi a casa de Jacopo Cardelli da Imola, que havia ocupado diversas posições importantes na Cúria sob o pontificado de Leão X. Entre as outras propriedades adquiridas de Cardelli, cujo próprio palácio ficava nas imediações, certamente estava um terreno de frente para a Via Trinitatis — provavelmente Júlio III, sem condições de construir um palácio tão suntuoso quanto o dos Farnese, pretendia ligar dois edifícios distintos através de um jardim com um pórtico para formar uma única residência.
Para transformar a residência em um verdadeiro palácio renascentista, foi contratado o arquiteto toscano Bartolomeo Ammannati, que havia trabalhado na decoração da Villa Giulia e da capela da família do papa em San Pietro in Montorio. Para enfrentar a irregularidade do terreno do palácio e da praça para a qual ele estava de frente, Ammannati desistiu de fixar um ponto de vista central, o que impediria uma vista da fachada inteira, e fixou um que regularizava ilusoriamente a fachada do edifício. Apesar da planta trapezoidal do palácio, ele conseguiu criar também uma disposição interna de salas muito regular.
Contudo, as intervenções e ampliações do século XIX alteraram radicalmente o projeto do arquiteto e atualmente é difícil re-imaginar o aspecto original.

## Afrescos de Prospero Fontana

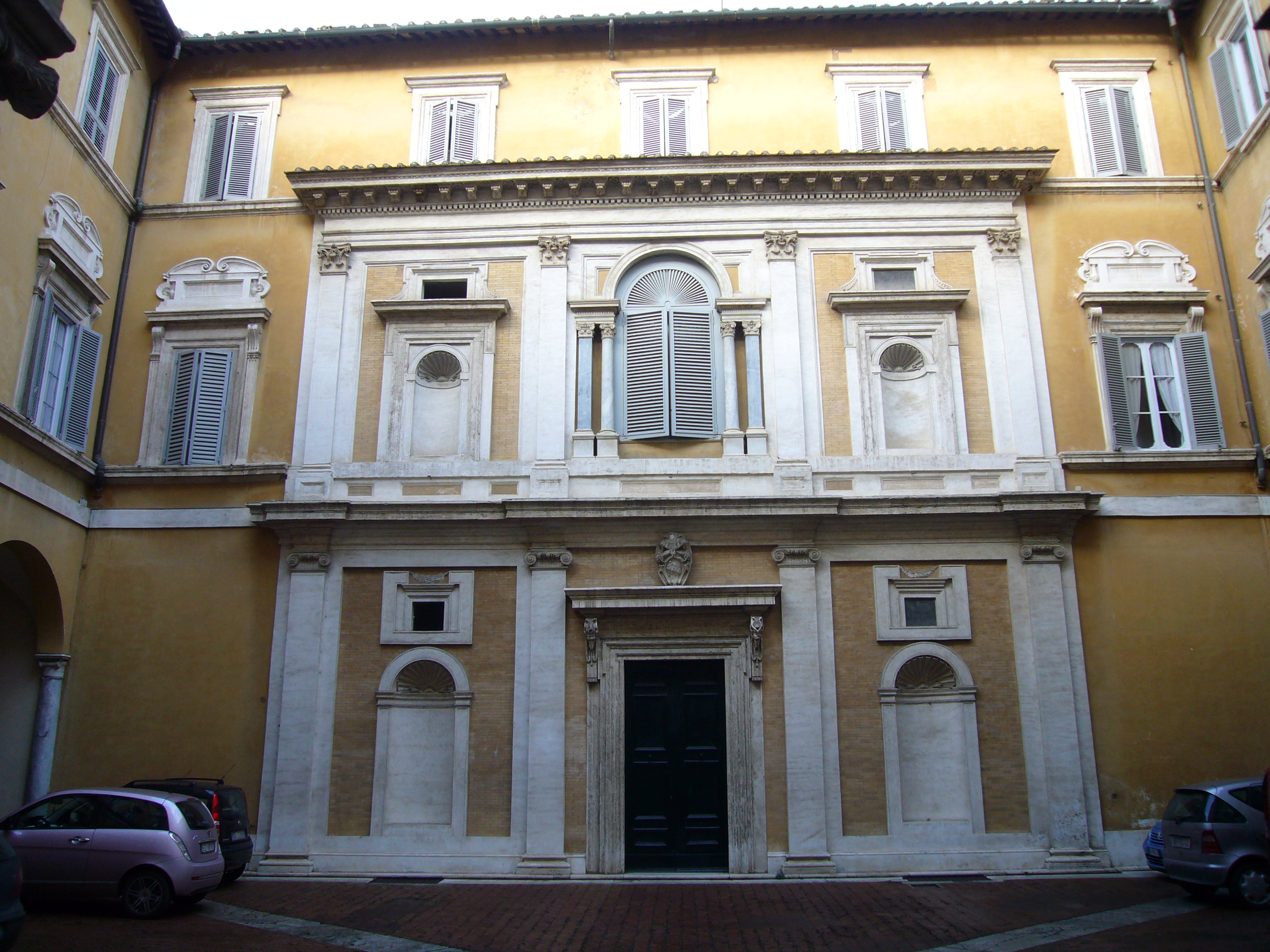
Pátio interno.

A decoração pictórica das salas do palácio era tradicionalmente atribuída a Primaticcio ou a Federico Zuccari, mas os del Monte, na realidade, contrataram o bolonhês Prospero Fontana, que realizou os afrescos de três ambientes do edifício: a lógia no piso térreo (antigamente chamada de Loggia del Primaticcio), a "Câmara dos Continentes" e a "Sala do Grão-Duque".
Particularmente interessante é a lógia de Primaticcio. Os nove requadros maiores do teto são decorados com cenas mitológicas e da história antiga: não forma um ciclo unitário, mas aludem, de variadas formas, aos proprietários. Algumas imagens ("Júpiter amamentado pela cabra Amalteia", a "Condessa de Pieridi") estão ambientadas em um monte (uma alusão ao sobrenome de Júlio III), outras são uma referência ao brasão de alguns membros da família ("Hércules na encruzilhada" seria uma referência ao brasão de Balduíno).

## Família Médici
Depois da morte de Júlio III e da queda em desgraça de seus herdeiros, o palácio foi confiscado pelo papa Pio IV e o grão-duque Cosme I, entre 1561 e 1562, fez o que pôde para comprá-lo. Ali viveram seu filhos cardeais, primeiro João e depois Fernando.
Este encomendou de Jacopo Zucchi um novo teto para a "Sala dos Elementos" e para a "Sala das Estações", pequenos ambientes que provavelmente eram utilizados como estúdios. A decoração da primeira sala gira em torno da cena da separação dos elementos a partir do Caos pelo Demogórgon. O tema da segunda também é mitológico. É possível que tenham origem no palácio as nove telas de teto de Zucchi transferidas para Florença por ordem de Fernando de Médici, que havia se tornado grão-duque, para decorar a "Sala dos Mapas" do Uffizi.
Com outras residências à sua disposição (Palazzo Madama, Villa Medici), o cardeal Fernando abandonou o Palazzo Firenze, que ele sempre considerou inadequado e insuficiente para abrigar uma corte: em 1578, o edifício passou a servir de sede do embaixador do Ducado de Florença em Roma.
Depois da anexação de Roma ao Reino da Itália, cogitou-se transformar o palácio na sede do Ministério do Interior, mas Giovanni Lanza o considerou pequeno demais; em 1872, passou a ser a residência do ministro da Justiça , depois a sede da Advocacia do Estado e, finalmente, em 1926, transformou-se na sede da Società Dante Alighieri.